# Hyundai H-1
Hyundai H-1 Grand Starex — LCV/минивэн широкого спектра применения (благодаря многообразию предлагаемых производителем модификаций) корейского концерна Hyundai Motor Company. Первое поколение автомобиля, также известного как Hyundai Starex, начали производить в 1996 году, в настоящее время выпускается H-1 второго поколения, представленный в 2007 году.

## История
Фургоны и микроавтобусы в модельном ряду Hyundai появились в 1987 году, когда началось производство семейства H-100 (на внутреннем рынке машины известны как Hyundai Grace), лицензия на которое была приобретена у концерна Mitsubishi (семейство Mitsubishi Delica).
В 1996 году началось производство первого собственно разработанного автомобиля такого класса — Hyundai H-1 первого поколения. Параллельно с этой машиной до 2004 года из-за высокого спроса производился и Hyundai H-100. H-1 на внутреннем корейском рынке известен как Hyundai Starex (Grand Starex — с 2007 года).
Мировой дебют Hyundai H-1 второго поколения состоялся в 2007 году на международном Сеульском автосалоне.

## Второе поколение

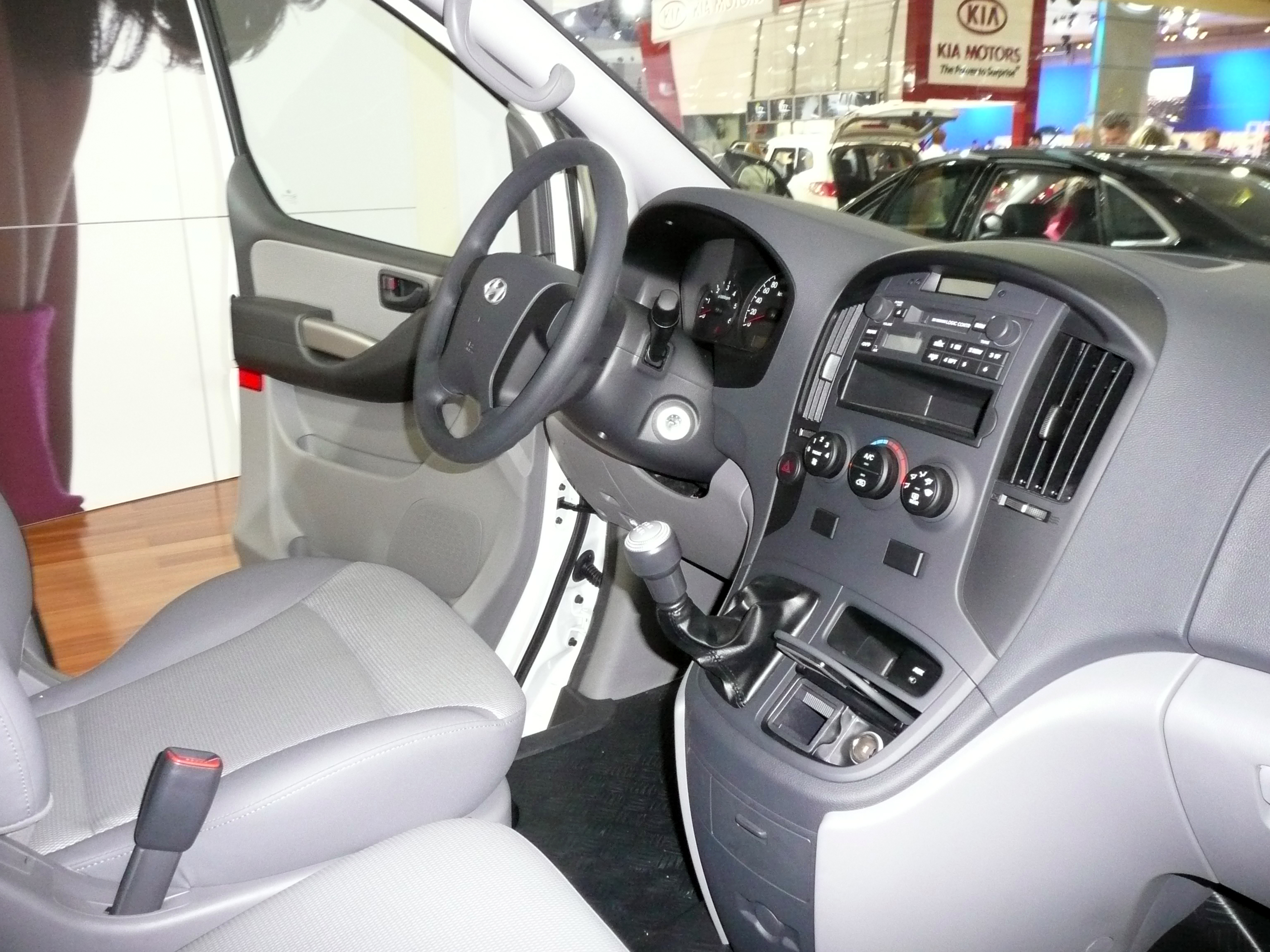
Интерьер Hyundai H-1 2007

Оригинальный внешне Hyundai H-1 выполнен по классической схеме — несущим элементом конструкции является кузов, двигатель расположен продольно, крутящий момент передаётся на заднюю ось автомобиля.
На российском рынке семейство микроавтобусов и фургонов представлено с 2,5-литровым дизелем, существующим в атмосферной и турбированной модификациях (116 и 170 л. с. соответственно), а также с 2,4-литровым бензиновым атмосферным двигателем мощностью 170 л. с. Доступные коробки передач — 4-ступенчатая автоматическая и 5-ступенчатая механическая. Передняя подвеска независимая — Мак-Ферсон. Задняя подвеска — Rigid Axle 5-link.
В базовой комплектации поставляемого в Россию Hyundai H-1 присутствуют ABS, EBD, подушки безопасности для водителя и переднего пассажира, дисковые тормозные механизмы всех колёс, в максимальной комплектации GLS также присутствует система динамической стабилизации ESP.
Для корейского рынка автомобиль выпускается в расширенной гамме комплектаций и именуется Grand Starex; мощность двигателя увеличена до 174 л. с.; коробка передач — 5-ступенчатая автоматическая или механическая.

### Безопасность
Автомобиль прошел тест Euro NCAP в 2012 году:
| Euro NCAP                                                       | Euro NCAP | Euro NCAP | Euro NCAP             |
| --------------------------------------------------------------- | --------- | --------- | --------------------- |
| · общий рейтинг                                                 |           |           |                       |
| 55%                                                             | 75%       | 34%       | 43%                   |
| взрослый пассажир                                               | ребёнок   | пешеход   | активная безопасность |
| Протестированная модель: Hyundai H-1 2,5 дизель GLS, LHD (2012) |           |           |                       |